# Flex (компания)
Flex Ltd. (произносится Флекс лимитед, NASDAQ: FLEX) — американская компания, крупный контрактный производитель электроники. Штаб-квартира компании расположена в Сингапуре.
Основана в 1990 году.

## Собственники и руководство
Главный управляющий — Майк Макнамара (Mike McNamara).

## Деятельность
Flextronics специализируется на выпуске электроники по заказу других компаний. Так, в частности, компания осуществляла выпуск игровых приставок Xbox и Xbox 360 для Microsoft. Компания владеет более чем 130 производственными площадками, центрами разработок программного обеспечения и проектными студиями в 30 странах мира.
Выручка за 2010 финансовый год составила $28,7 млрд (на 19 % выше уровня 2009 года), чистая прибыль — $596 млн (рост на 3106,5 %).
По состоянию на 2019 год компания имеет 100 филиалов в 30 странах мира.